# نزار عبدالزهره
نزار عبدالزهره (انگلیسی: Nizar Abdul Zahra; ۱ ژوئیهٔ ۱۹۶۱ – ۱۵ مهٔ ۲۰۰۶) یک ورزشکار بود.